# Huvud, Ale kommun
Huvud är en bebyggelse sydost om Nödinge i Ale kommun. Från 2023 avgränsar SCB här en småort.